# 列日 (斯維爾德洛夫斯克州)
57°22′N 61°24′E / 57.367°N 61.400°E
列日（俄语：Реж）是俄羅斯斯維爾德洛夫斯克州的一個城市，位於州府葉卡捷琳堡東北83公里。2002年人口39,881人。
1773年建立，1943年建市。